# 富山地鉄ゴールデンボウル
富山地鉄ゴールデンボウル（とやまちてつゴールデンボウル）は、富山県富山市千歳町にあるボウリング場。富山県内のボウリング場の中でも老舗のボウリング場である。

## 概要
当ボウリング場は富山地方鉄道が運営している（当ボウリング場の近くには富山地鉄の本社ビルがある）。1970年12月に事業計画が立案され、富山地方鉄道の自動車部および千歳町車庫の跡地の10,600m2の敷地に建築延面積6,000m2、鉄骨平屋建て（一部2階建て）、150台収容の駐車場を設置し、1972年9月23日に『トヤマゴールデンボウル』として開業した。総工費は6億円。
レーン数は全60レーンあり、このレーン数は北陸地方はもとい、全国日本海側最大規模である。
1986年11月30日にオートマチックスコアラーが導入された（1993年10月30日）に更新。

## その他施設
- プロショップコーナー[1]
- 卓球コーナー
- 喫茶コーナー（軽喫茶ゴールド）[1]
- 駐車場（420台収容）

なお、開業時点ではビリヤードコーナーが置かれていた。

## 営業時間
- 平日 12:00 - 23:00
- 週末・祝日 10:00 - 23:00

## アクセス
- 富山駅南口から徒歩約5分。
- 富山地方鉄道富山軌道線・地鉄ビル前停留場下車後、徒歩約1分。

## 備考
- 駐車場はコインパーキングとして当施設の利用者以外でも有料で駐車できる。
- 2007年7月28日 - 7月29日にフジテレビ系列で生放送された『FNS27時間テレビ みんな“なまか”だっ!ウッキー!ハッピー!西遊記!』内の企画「めざせ!ストライク TEN竺ボウリング」の地方予選で、当ボウリング場で富山テレビ代表の森大衛が企画に挑戦する模様が全国放送された。[要出典]